# بتی استل
بتی اَستل (انگلیسی: Betty Astell؛ ‏ ۲۳ مهٔ ۱۹۱۲ – ۲۶ ژوئیهٔ ۲۰۰۵) بازیگر اهل بریتانیا بود.
از فیلم‌ها یا برنامه‌های تلویزیونی که وی در آن نقش داشته است، می‌توان به مخمصه اشاره کرد.